# Gheorghe Gh. Marinescu
Gheorghe Gh. Marinescu (n. 1893 – d. 1966) a fost un general român care a luptat în cel de-al Doilea Război Mondial.
Gheorghe Gh. Marinescu s-a născut la 13.12.1893. 
Grade: sublocotenent - 23.06.1913, locotenent - 01.07.1916, căpitan - 01.09.1917, maior - 24.11.1923, locotenent-colonel - 15.04.1933, colonel - 01.06.1938,general de brigadă - 20.03.1943.
Vechimea în gradul de colonel i-a fost rectificată la 9 mai 1941, prin hotărârea Consiliului Superior al Armatei, din 1 iunie 1938 în 24 ianuarie 1938.
A fost decorat la 4 august 1945 cu Ordinul Militar „Mihai Viteazul” cu spade, clasa III, „pentru curajul și inițiativa arătate în toate operațiunile dela 28 ianuarie - 31 ianuarie 1945, pentru cucerirea orașului Tissovet, apoi în luptele din munții Tatra Mică și valea Gronului. În luna februarie 1945, atacă zi de zi, pentru străbaterea munților Metalici, de la sud de valea Gronului, în care 
luptă Divizia 6 Infanterie, operează la altitudini de peste 1.200 m, puternic apărate de inamic. În luna martie 1945, prin atacuri repetate
cucerește rând pe rând localitățile Saiban, Lubețova, Poniki, Salcova, iar la 24 martie 1945, pătrunde în periferiile orașului Banska-Bistrița”.
Generalul de brigadă Gheorghe Gh. Marinescu a fost trecut în cadrul disponibil la 9 august 1946, în baza legii nr. 433 din 1946, și apoi, din oficiu, în poziția de rezervă la 9 august 1947.
Prin Decretul Consiliului de Stat al Republicii Populare Romîne nr. 500/1964 i s-a conferit Ordinul „23 August” clasa a IV-a „pentru merite deosebite în opera de construire a socialismului, cu prilejul celei de a XX-a aniversări a eliberării patriei”.

## Decorații
- Ordinul „Steaua României” în gradul de ofițer (8 iunie 1940)[5]
- Ordinul „Mihai Viteazul” cu spade, cl. a III-a (4 august 1945)[2]
- Ordinul „23 August” clasa a IV-a (1964)[4]

## Legături externe
- en  Generals.dk